# Scaphium macropodum
Espèce
Classification phylogénétique
Statut de conservation UICN

 LC  : Préoccupation mineure
Scaphium macropodum est un arbre tropical de la famille des Sterculiaceae ou des Malvaceae.

## Répartition
L'espèce est présente dans plusieurs pays d'Asie du Sud-Est : Cambodge ; Indonésie (Bornéo et Sumatra) ; Malaisie ; Singapour ; Thaïlande ; Viêt Nam ; Myanmar,.

## Description
Cet arbre peut atteindre 45 mètres.